# Jorge da Silva Pereira
Jorge da Silva Pereira, més conegut com a Jeremias, (Niterói, 22 d'abril de 1949) fou un futbolista brasiler de la dècada de 1970.

## Trajectòria
Jeremias es va formar a l'América FC de Rio de Janeiro, club on debutà com a professional el 1968. El seu bon rendiment despertà l'interès del Fluminense FC, club on jugà durant tres temporades entre el 1970 i el 1973. Aquest darrer any donà el salt a Europa, fitxant pel Vitória SC de Guimarães, de la primera divisió de Portugal. La temporada 1974-75 marcà 32 gols a la lliga, essent superat com a màxim golejador de la lliga per Héctor Yazalde amb 46 gols.
El juny de l'any 1975 signà un contracte per tres anys amb el RCD Espanyol. En la seva primera temporada a Barcelona marcà quatre gols en 24 partits, assolint amb l'equip la classificació per la Copa de la UEFA, després de finalitzar quart a la lliga. La temporada 1976-77 anotà onze gols en 28 partits i acabà sisè a la lliga. La darrera temporada, problemes mèdics i físics portaren l'entrenador Heriberto Herrera a apartar-lo de l'equip. En total marcà 20 gols en 65 partits de lliga i un més en 5 partits de Copa de la UEFA. En finalitzar la darrera temporada abandonà l'entitat, retornant als seus antics clubs, Vitória de Guimarães i America de Río.
El sobrenom Jeremias provenia d'un destacat polític brasiler i feia referència a les grans condicions que apuntava en la seva joventut.